# پیش اشتی‌ها خوش آمدید
پیشِ اِشتی‌ها خوش آمدید (به فرانسوی: Bienvenue chez les Ch'tis) فیلمی محصول سال ۲۰۰۸ و به کارگردانی دنی بون است. در این فیلم بازیگرانی همچون کاد مراد، دنی بون، زوئه فلیکس، آن ماریون، پاتریک بوسو، زین‌الدین سوآلم، لین رنو، میشل گالابرو، استفان فریس ایفای نقش کرده‌اند.